# ترانزستور حقلي حساس للإشعاع
مقحل حقلي حساس للإشعاع (بالإنجليزية:radiation sensing field-effect transistor ) هو ترانزستور حقلي مكون من وصلة معدن وعازل وشبه موصل. يعتمد تيار المصب-المنبع فيه على كمية الإشعاع الساقطة على «البوابة» (أنظر مقحل). يعمل الإشعاع الساقط علية (قد يكون أشعة إكس أو أشعة غاما ) على إنتاج أزواج من الإلكترونات والثغرات في منطقة البوابة. تمر الإلكترونات فيه بينما تتكاثر الثغرات (موجبة الشحنة) في جسم المقحل.
يتسبب التيار المار في المقحل بين المصب والمنبع في انخفاض في جهد المصب، ويتزايد هذا الانخفاض في جهد المصب بتزايد كمية الإشعاع. تبلغ حساسية المقحل للإشعاع بين 10 مللي فولط إلى 10 فولط لكل جراي من وحدات الإشعاع.

هذا المقحل الحساس للإشعاع يسمى أحيانا رادفت  RadFET . ونظرا لصغر حجمه وسهولة استخدامه في دائرة كهربائية واتساع نطاق جرعات الإشعاع التي يتحسسها حتى 1000 جراي، فهو يستخدم بصفة خاصة كمقياس لجرعات الإشعاع في الأقمار الصناعية.

## مجس سي سي دي

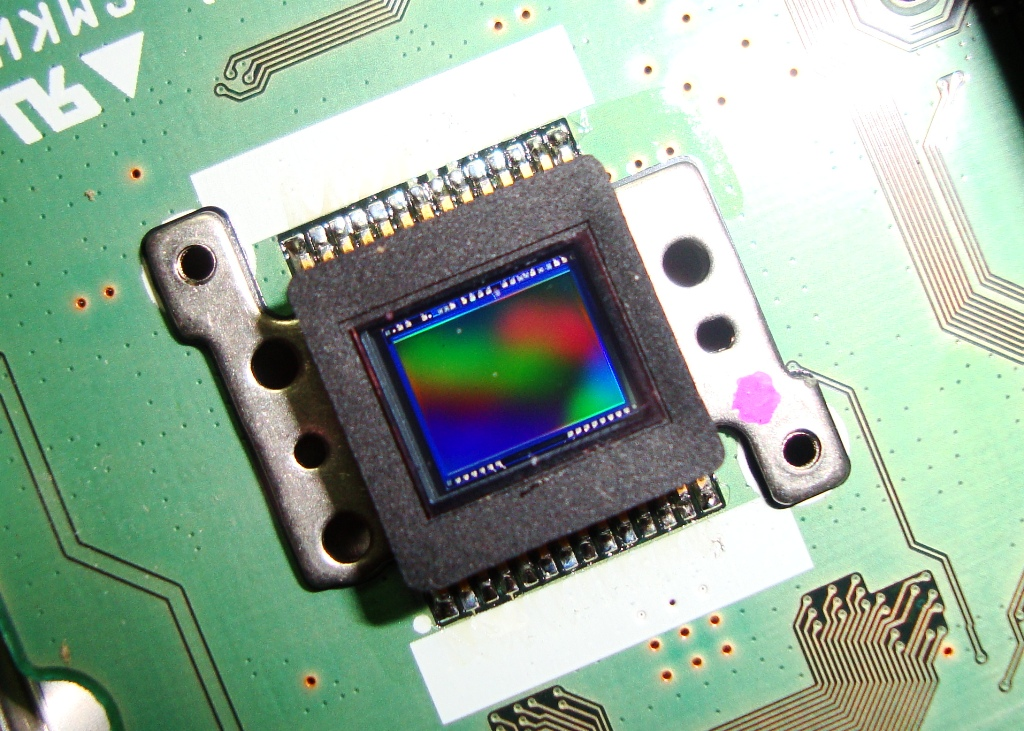
مجس سي سي دي

مجس اقتران الشحنات(بالإنجليزية: Charged-Coupled-Device) والذي يرمز له اختصاراً CCD هو أسهل أنواع المكشافات الضوئية صنعاً، وله حساسية ضوئية أفضل عن منتجات أخرى (كالموسفت).
 وقد استخدم بسرعة في الدراسات الفلكية، وفي الاستشعار عن بعد بواسطة الأقمار الصناعية، كما عم الاستخدام في الكاميرات الرقمية.
ترص مجسات سي سي دي في مصفوفات على لوائح (موزعة توزيعا سطريا ) وتستخدم في كاميرات الفيديو والكاميرات الرقمية. كما عم استخدامات تلك المصفوفات في الهواتف المحمولة ذات كاميرا رقمية. وتستخدم مصفوفات مجسات سي سي دي في أجهزة الفاكس وفي المطيافات وفي الماسحات الضوئية.

## اقرأ أيضًا
- موسفت
- ديود
- مقحل حقلي موصول
- مقحل معدني مؤكسد
- مضخم عملياتي
- شبه موصل دخيل